# كحول أليلي
الكحول الأليلي (بروب-2-إين-1-أول وفق التسمية النظامية للمركبات العضوية) هو مركب عضوي صيغته C3H6O؛ وتكتب صيغته بنيوية على الشكل CH2=CHCH2OH؛ ويوجد في الشروط القياسية على هيئة سائل عديم اللون.

## التحضير
يمكن تحضير الكحول الأليلي بعدة طرائق؛ فيمكن التحضير صناعياً من مصاوغة أكسيد البروبيلين عند درجات حرارة تتراوح بين  270–320 °س، باستخدام حفاز من فوسفات الليثيوم.
أما مخبرياً فيمكن أن يحضر هذا الكحول من تفاعل الغليسرول مع حمض الفورميك (حمض النمليك).

## الخواص
يوجد الكحول الأليلي في الشروط القياسية من الضغط ودرجة الحرارة على هيئة سائل عديم اللون. يتألف المركب بنيوياً من سلسلة من ثلاث ذرات كربون مع وجود رابطة ثنائية ومجموعة هيدروكسيل.

## الاستخدامات
يستخدم الكحول الأليلي بشكل واسع في الصناعات الكيميائية من أجل عدد من المركبات العضوية مثل تحضير الأكرولين والغليسيدول والغليسرول ومنها إلى المركبات الأعقد.